# هوشمندی

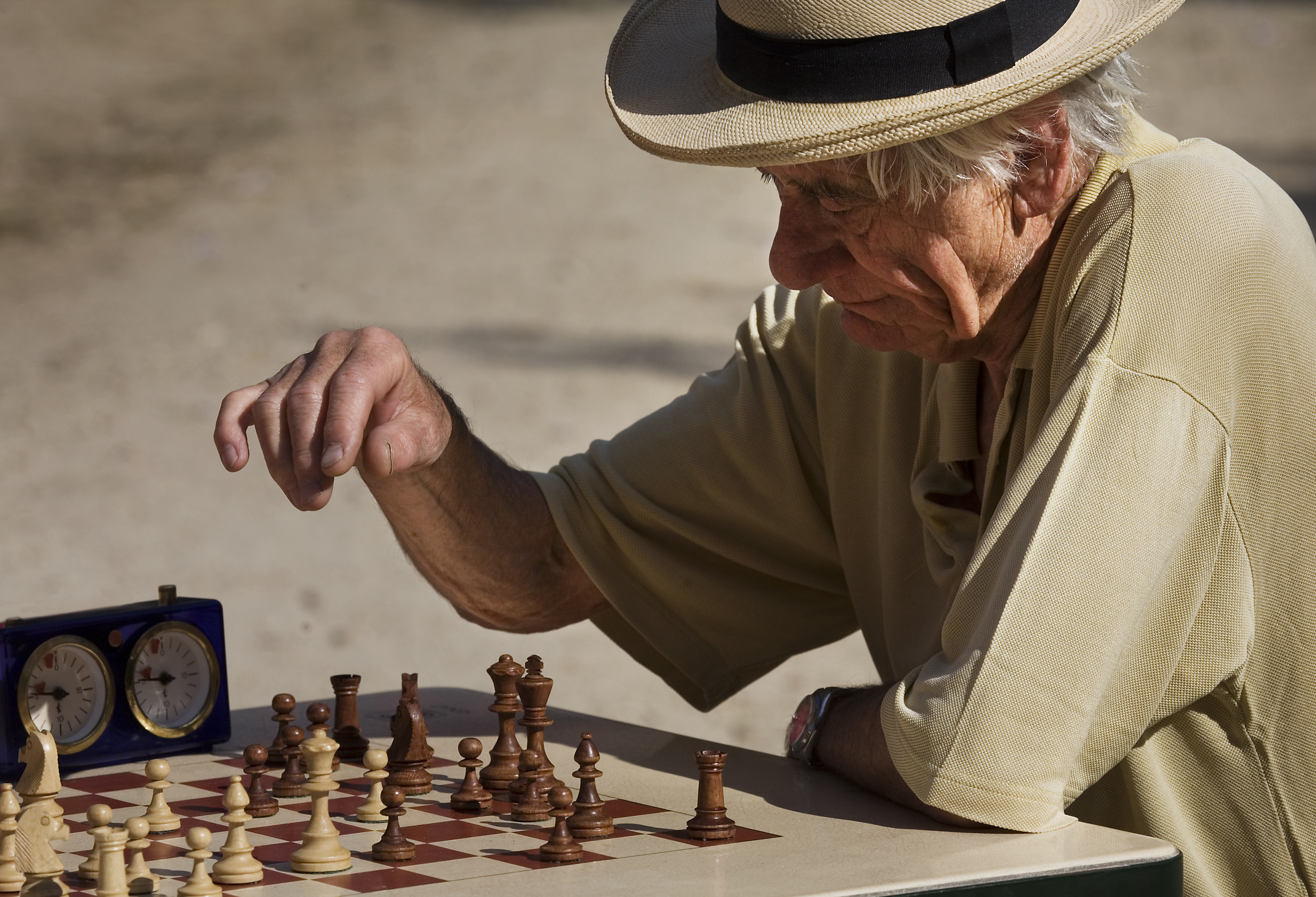
هوشمندی شامل جنبه‌های عقلانی و منطقی ذهن انسان است.

هوشمندی یا خِرَد (Intellect) به توانایی ذهنی انسان برای فهمیدن، فکر کردن، تحلیل کردن و داوری منطقی گفته می‌شود. این توانایی به ما کمک می‌کند تا مسائل را بررسی کنیم، مفاهیم پیچیده را درک کنیم، دانش کسب کنیم و تصمیم‌های درست بگیریم. عقل بخشی از ذهن انسان است که با ادراک و منطق سروکار دارد، نه با احساس یا غریزه.
در فلسفه، به‌ویژه در سنت‌های یونانی و قرون وسطایی، عقل جایگاه مهمی دارد. فیلسوفانی مانند افلاطون و ارسطو، عقل را برتر از حس می‌دانستند و معتقد بودند که شناخت واقعی از راه عقل به‌دست می‌آید. در دوران مدرن نیز عقل به‌عنوان پایهٔ علم، تفکر انتقادی و فهم نظریه‌ها مطرح شده‌است. گاهی عقل با هوش تفاوت دارد؛ هوش ممکن است شامل توانایی‌های دیگری مانند خلاقیت یا حافظه باشد، اما عقل بیشتر به درک منطقی و توان تحلیل مربوط می‌شود.
در مطالعه ذهن انسان، هوشمندی یعنی توانایی ذهن انسان برای رسیدن به نتایج صحیح درباره چه چیز در واقعیت، درست است و چه چیز نادرست؛ و شامل بعضی قابلیت‌ها مانند استدلال، تصور، قضاوت و ارتباط‌دادن است. 
هوشمندی به عنوان یک شاخه از هوش، به کارکردهای منطقی و عقلانی ذهن انسان مربوط می‌شود و معمولاً محدود به حقایق و دانش است. هوشمندی علاوه بر کارکردهای منطق خطی و الگوهای منطق صوری، توابع غیرخطی منطق فازی و منطق دیالکتیکی (منطق جدلی؛ مرتبط با دیالکتیک) نیز پردازش می‌کند.